# 2009년 이란 대통령 선거
2009년 이란 대통령 선거는 2009년 6월 12일 치러진 이란의 10번째 대통령 선거이다. 보수파의 전 대통령인 마무드 아마디네자드가 약 63%의 표를 얻어 당선이 되었다. 그러나 상대 후보인 무사비는 부정선거 의혹을 제시하며 결과에 승복하지 않고 있다.
|                      | 이란 이슬람 건설자 동맹 | 마무드 아마디네자드 | 24,592,793 | 62.46%  |
|                      | 이란 개혁 운동          | 미르호세인 무사비   | 13,338,121 | 33.87%  |
|                      | 무소속                  | 모센 레자           | 678,240    | 1.73%   |
|                      | 희망의 녹색길           | 메흐디 카로비       | 333,635    | 0.85%   |
| 유효 득표            | 유효 득표               | 유효 득표           | 38,755,802 | 98.95%  |
| 무효표               | 무효표                  | 무효표              | 409,389    | 1.05%   |
| 총 득표              | 총 득표                 | 총 득표             | 39,165,191 | 100.00% |
| 투표율               | 투표율                  | 투표율              | 85%        | 85%     |
| 출처: 페르시아어 BBC |                         |                     |            |         |

## 같이 보기
- 2013년 이란 대통령 선거